# الوحش (رواية خيال علمي)
الوحش هي رواية خيال علمي من تأليف ستيفن كينغ عام 1987. مع التزامه بنمط الرعب، يستكشف كينغ في هذه الرواية عالم الخيال العلمي، إذ يقع سكان مدينة هيفن في ولاية مين تدريجيًا تحت تأثير كائن غامض مدفون في الغابة.
يصف كينغ روايته الوحش أنها «كتاب مريع».

## ملخص الحبكة
أثناء سيرها في الغابة بالقرب من بلدة هيفن الصغيرة في مين، تتعثر روبرتا (بوبي) أندرسون، كاتبة القصص الخيالية ذات طابع الغرب الأمريكي القديم، بجسم معدني، ليتبين لاحقًا أنه بروز من مركبة فضائية مدفونة منذ فترة طويلة. وبمجرد الكشف عنها، تبدأ المركبة الفضائية بإطلاق غاز خفي في الجو يحول الأشخاص تدريجيًا إلى كائنات شبيهة بالفضائيين الذين كانوا موجودين في المركبة. يمنحهم هذا «التحول» نوعًا محدودًا من العبقرية التي تجعلهم مبتكرين للغاية ولكن دون أي رؤية فلسفية أو أخلاقية في اختراعاتهم. كما تمنع المركبة الفضائية أولئك المتأثرين بها من مغادرة البلدة، وتحرض عنفًا ذهانيًا لدى بعض الناس، وتتسبب في اختفاء صبي صغير، يدعى ديفيد براون، والذي نقله أخوه الأكبر «هيلي» إلى كوكب «ألتير 4» كما يُسمّى من قبل سكان هيفن.
الشخصية الرئيسية في الكتاب هي جيمس إريك غاردنر، وهو شاعر وصديق بوبي أندرسون، ويُلقّب بـ«غارد». وهو محصن إلى حد ما من آثار المركبة بسبب وجود لوحة فولاذية في رأسه، وهي تذكار من أحد حوادث التزلج التي أصابته في سن المراهقة. غارد أيضًا مدمن على الكحول ومعرض لحالات الإسراف في الشرب والتي تؤدي إلى انفعالات عنيفة تتبعها إغماءات طويلة. ومع بدء طغيان الشعور بالنشوة كاملًا على بوبي لأنها «تحولت» مع المركبة الفضائية، فإن غارد يلاحظ بشكل متزايد أن حالتها الصحية تسوء وسلامة عقلها تختفي.
عند رؤيته تحول سكان البلدة يزداد سوءًا، ومشاهدته تعذيب وتعديل كلب بوبي «بيتر»، وتعرض الأشخاص للقتل أو ما هو أسوأ من ذلك عندما يتطفلون بشكل زائد في الأحداث الغريبة الدائرة، فإن غراد في النهاية يحتال على بوبي لتسمح له بدخول المركبة. بعد أن يرى أن بوبي لم تعد أبدًا الشخص نفسه الذي كان صديقته القديمة ومحبوبته، يطلق غراد النار عليها ويقتلها؛ ولكن قبل أن تموت، تنادي بالتخاطر سكان البلدة الذين يهرعون إليها، عازمين على قتله. يساعد «إيف هيلمان»، جد ديفيد وهيلي، غراد على الهروب إلى الغابة مقابل إنقاذ ديفيد براون من ألتير-4. يدخل غراد إلى المركبة شبه ميت بعد صراعه مع سكان البلدة. وبآخر ما أوتي من قوة، فإنه يفعّل المركبة ويطلقها باستخدام التخاطر إلى الفضاء. يؤدي هذا إلى موت جميع سكان البلدة المتحولين تقريبًا ولكنه يقي من العواقب الكارثية المحتملة فيما لو انتشر تأثير المركبة إلى العالم الخارجي. بعد فترة وجيزة جدًا، يجتاح عملاء من مكتب التحقيقات الفيدرالي، ووكالة الاستخبارات المركزية، ووكالة «ذا شوب» (وهي إحدى الهيئات الأمريكية الخيالية في عالم ستيفن كينغ)؛ مدينة هيفن ويقبضون على أكبر عدد ممكن من سكانها (ويقتلون نحو ربع الناجين)، ويأخذون بعض الأجهزة التي اخترعها سكان هيفن المتحولون.